# Scaphella dubia
Scaphella dubia is een slakkensoort uit de familie van de Volutidae. De wetenschappelijke naam van de soort is voor het eerst geldig gepubliceerd in 1827 door Broderip.